# Indigofera circinnata
Indigofera circinnata är en ärtväxtart som beskrevs av William Henry Harvey. Indigofera circinnata ingår i släktet indigosläktet, och familjen ärtväxter. Inga underarter finns listade i Catalogue of Life.